# روبرت الدمية

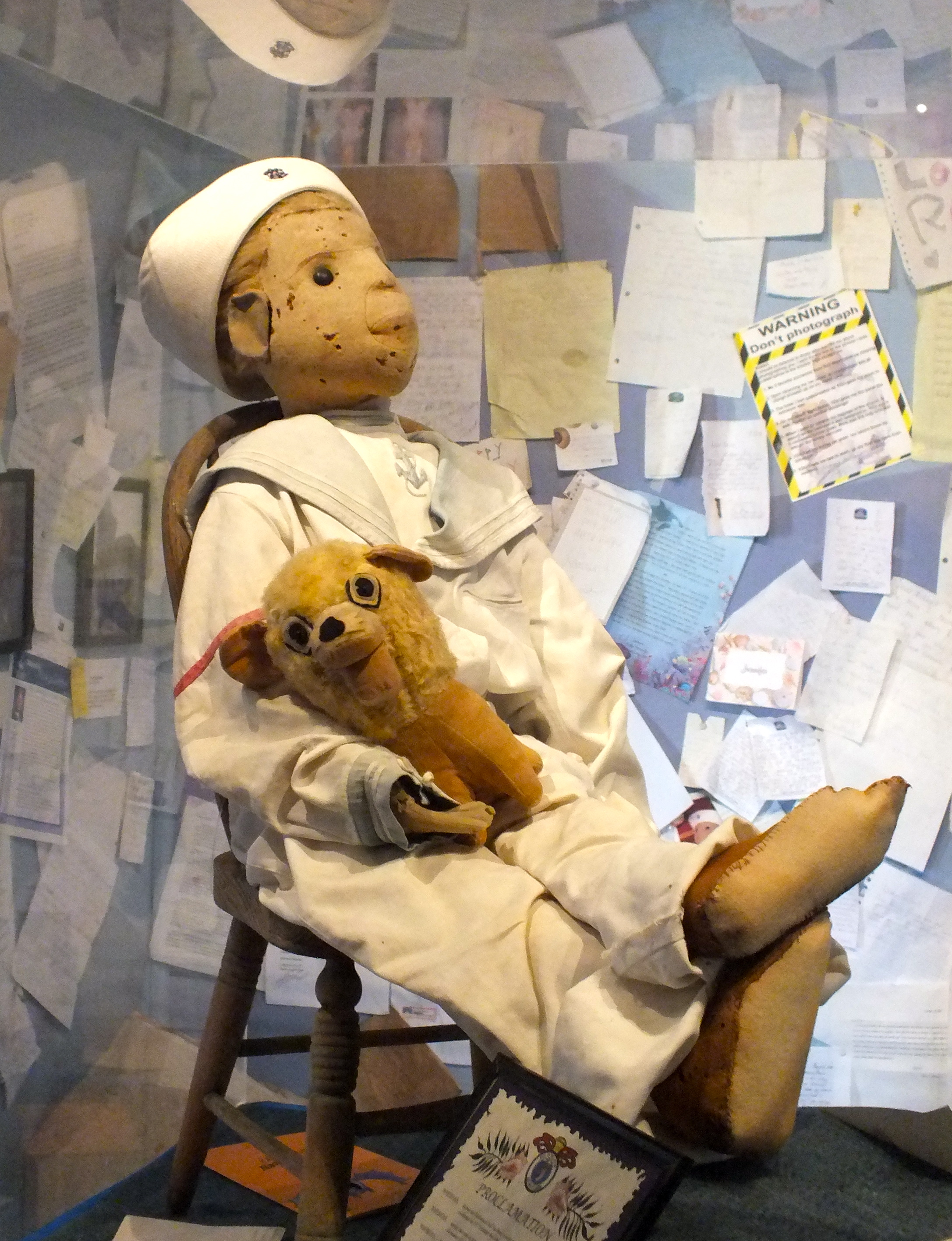
روبرت الدمية

روبرت أو روبرت الدمية أو روبرت المسكون. دمية كانت ملك الرسام والمؤلف روبرت يوجيني أوتو، ويشاع ان هذه الدمية تسكنها ارواح شريرة، ولها قصة مخيفة.

## الأسطورة
وتقول الاسطورة ان روبرت الدمية يشبه أحد ضباط البحرية الأمريكية الذي عاشوا في بداية القرن العشرين. وعلى الرغم من ذلك فان شعر الدمية لم يصنع من شعر بشري وانمما يتكون من اشبه بغزل الصوف.

## القصة
تبدأ القصة في جزيرة كي ويست في فلوريدا عام 1904، في منزل فخم يعود لعائلة فنان ومؤلف يدعى روبرت يوجيني أوتو، أو جين كما اعتادوا على مناداته في صغره، والذي كان طفلا وحيدا لوالدين ثريين أعتادا الترفيه عن نفسهما بالسفر، وخلال سفراتهما الطويلة والمتكررة تلك كانا يتركان أبنهما جين وحيدا برعاية مربية عجوز تعود أصولها إلى جزر الباهاما، ويقال بأن تلك العجوز كانت متمرسة بسحر الفودو القائم على استغلال الأرواح الشريرة وتسخير الجن والعفاريت لغرض إنزال اللعنات السوداء على الأعداء والخصوم.
وتروي القصة ان والدة روبرت وفي إحدى نوبات غضبها قامت بطرد المربية العجوز لسبب تافه، لكن تعلق أبنها الشديد بمربيته أجبرها على التمهل في طردها حتى نهاية الشهر.
المربية العجوز أمضت أيامها الأخيرة في المنزل حبيسة غرفتها لا تغادرها إلا نادرا، لا يعلم أحد ماذا كانت تفعل في خلوتها تلك. وقبل ان تغادر المنزل قامت بتقديم «دمية» قامت بصناعتها بنفسها كهدية لجين واسمتها روبرت تيمنا باسمه.
سرعان ما أصبح جين متعلقا بدميته الجديدة، ألبسها ثياب البحارة وصارت لا تفارقه حتى خلال نومه، أخذ يمضي معظم وقته باللعب معها وصار يحادثها ويتكلم معها، وقد بدا الأمر عاديا بالنسبة لطفل في عمره، لكن والديه وخدم المنزل بدءوا يسمعون صوتا آخر معه في الغرفة، ظنوا في البداية بأن جين يقوم بتغيير صوته لكي يتحدث بالنيابة عن الدمية روبرت، وهو أمر طبيعي يقوم به الأطفال حين يتكلمون مع أنفسهم، لكن الصوت الآخر كان أخشن من أن يكون صوت طفل، أحيانا كان يعلو ليتحول إلى صراخ فيهرع الوالدين إلى غرفة جين ليجداه مكوما في زاوية الغرفة بينما الدمية روبرت جالس على الكرسي وهو يحدق إليه، كانوا يسألون جين عن سبب صراخه فيشير إلى الدمية ويقول بغضب: «أنه روبرت.. هو من بدء العراك أولا!».
بمرور الأيام بدئت تحدث أمور غريبة في المنزل -حسب الرواية-، أخذت الصحون تتطاير من فوق الموائد وتتحطم من تلقاء نفسها، الأبواب تقفل من الداخل من دون سبب، الكتب تقع عن الرفوف وتتناثر على الأرضية كأن يدا غامضة امتدت إليها وعبثت بها. ثم أخذت ألعاب جين تتحطم وتتكسر وصارت دماه وعرائسه تتعرض للتمزيق وتتبعثر أوصالها حول المنزل. والدا جين كانا يظنان بأن أبنهما هو من يقوم بهذه الأمور، كانا يلومانه ويعنفانه فيشير بأصبعه نحو الدمية ويجيبهما مستنكرا: «أنه روبرت! .. هو من فعل ذلك ولست أنا».
والدا جين لم يصدقا بأن الدمية هي من تفعل ذلك، لكن العديد من الخدم فعلوا، أمنوا بأن المربية العجوز قد صبت فعلا إحدى لعناتها السوداء على الدمية للانتقام من العائلة، وأقسم بعضهم بأنهم شاهدوا الدمية روبرت وهو يركض ليلا بين الغرف، وحين حاولوا الإمساك به بدء يتسلق الجدران ويسير بالمقلوب على السقف وهو يضحك ويسخر منهم، صاروا يرتعبون منه ويتحاشون قدر الإمكان الدخول إلى غرفة العاب جين، خصوصا في الليل.
المشاهدات الغريبة لم تقتصر على خدم المنزل، فالجيران أيضا صاروا يتحدثون عن مشاهدتهم للدمية روبرت وهو يتمشى داخل المنزل ويتنقل من شباك إلى آخر حين تكون العائلة في الخارج.
وصلت الأمور ذروتها في إحدى الليالي حين هرع والدا جين إلى غرفته بعدما سمعاه يصرخ وينتحب، عثروا عليه غارقا تحت أثاث الغرفة الذي بطريقة ما تكوم جميعه فوق السرير، جين كان يصرخ مرعوبا: «أنه روبرت.. يريد إيذائي». عند هذا طفح كيل والدي جين، حاولا تمزيق وحرق الدمية، لكن الخدم حذروهم من فعل ذلك لئلا تعم اللعنة المنزل كله، لذلك قام والد جين بحبس الدمية في حجرة صغيرة في علية المنزل، أقفل الباب عليها ومنع الجميع من الاقتراب من تلك الحجرة.
بعد ترك الدمية في عليه المنزل لم تصدر أي امور غريبة تذكر وتم تجاهل الموضوع على مر الزمان. في عام 1972 مات جين أخيرا فقامت زوجته ببيع المنزل، وقد قرر الملاك الجدد فتح باب حجرة العلية، لم يكونوا يعلمون شيئا عن قصة الدمية روبرت، عثروا عليه جالسا فوق كرسي هزاز قبالة النافذة، تعجبوا لأنه بدا نظيفا رغم أن كل شيء في الحجرة كان يعلوه الغبار، ولسوء حظهم كانت لديهم ابنة في العاشرة من العمر سرعان ما تعلقت بالدمية ما أن رأتها أول مرة فقررت الاحتفاظ بها. ومرة أخرى عادت الأحداث والأمور الغريبة تطل برأسها من جديد في أرجاء المنزل، أخذت الفتاة تصرخ وتنتحب ليلا، كان أهلها يهرعون إليها فتخبرهم بأنها رأت الدمية تتحرك وتتجول في أرجاء الغرفة وتقفز فوق الأثاث، وفي إحدى المرات أقسمت الفتاة بأن الدمية هاجمتها وحاولت إيذائها.
في النهاية، انتهى المطاف بالدمية روبرت إلى أحد المتاحف الأمريكية (Fort East Martello Museum)، لكن مشاكسات الدمية لم تنتهِ، فسرعان ما بدء عمال وموظفو المتحف يتحدثون عن أمور غريبة تحدث خلال الليل، وقيل ان بعض الحراس شاهدوا الدمية تتجول في أرجاء المتحف ليلا، فقررت إدارة المتحف وضع روبرت داخل قفص من الزجاج، حيث لا يزال قابعا هناك حتى يومنا هذا، يزوره العديد من السياح ليطلعوا على قصته العجيبة، وليلتقطوا له الصور بحذر، فالأسطورة تزعم بأنه يجب أولا أخذ الأذن من روبرت بأدب قبل التقاط أي صورة له، وفي حال رفض ذلك عن طريق إمالة رأسه قليلا إلى الخلف، فعلى السائح أو الزائر تجنب التقاط الصورة لكي لا تصيبه لعنة شريرة لا فكاك منها.

## وصلات خارجية
http://www.robertthedoll.org/